# Ecorregión marina araucana
La ecorregión marina araucana (en  inglés Araucanian ) (178) es una georregión ecológica situada en el sudoeste de América del Sur. Se la incluye en la provincia marina del Pacífico sureste templado - cálido (en  inglés Warm Temperate Southeastern Pacific) de la ecozona oceánica de América del Sur templada (en inglés Temperate South America).
Se distribuye de manera exclusiva en el litoral marítimo centro-sur de Chile, en aguas del océano Pacífico sudoriental. Hacia el sur llega hasta punta Chocoy en el canal de Chacao,  que la deslinda de  la ecorregión marina chiloense.